# Laacher Samsonmeister

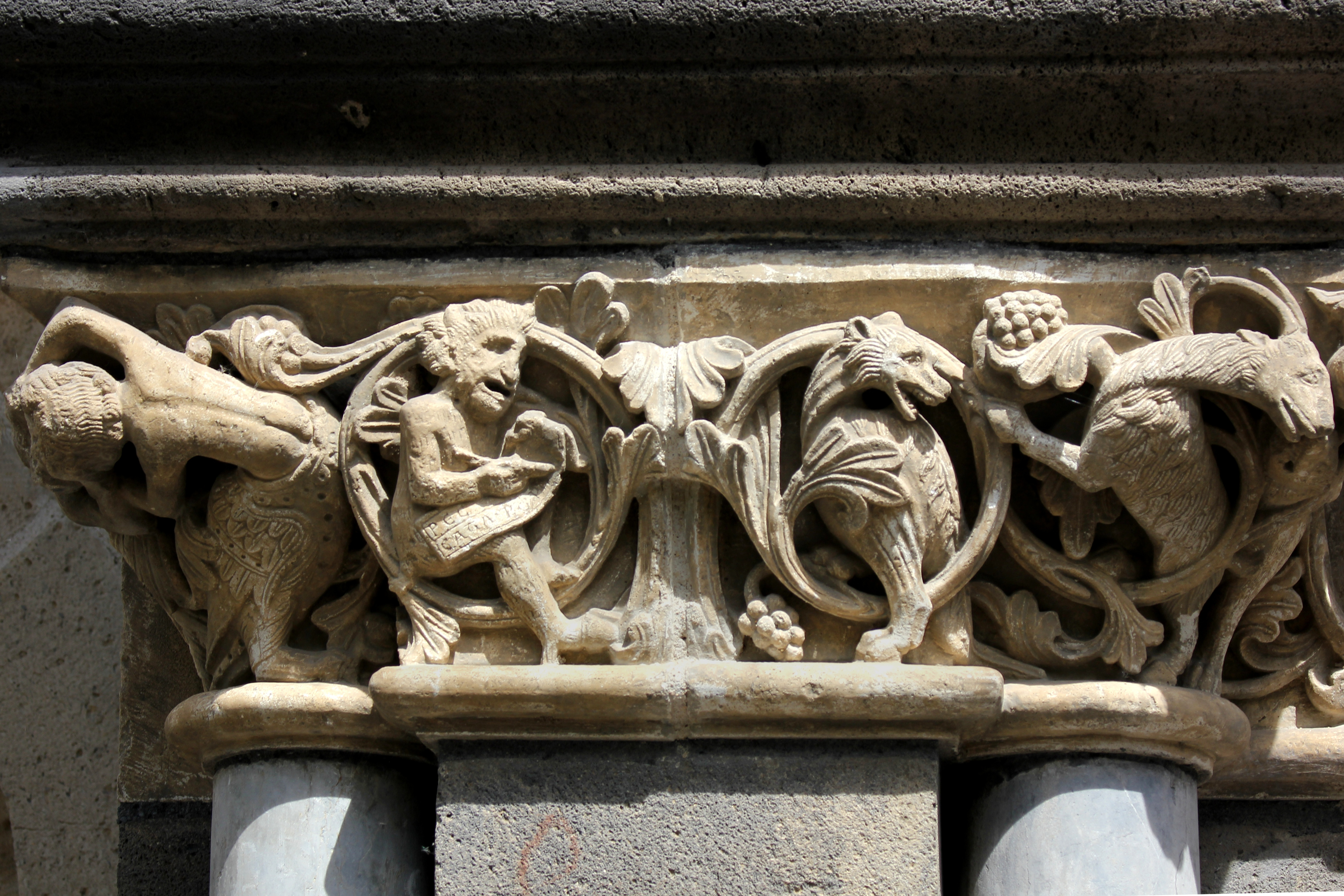
Abteikirche Maria Laach: Ausschnitt „Teufelchen“ aus dem Fries der Vorhalle

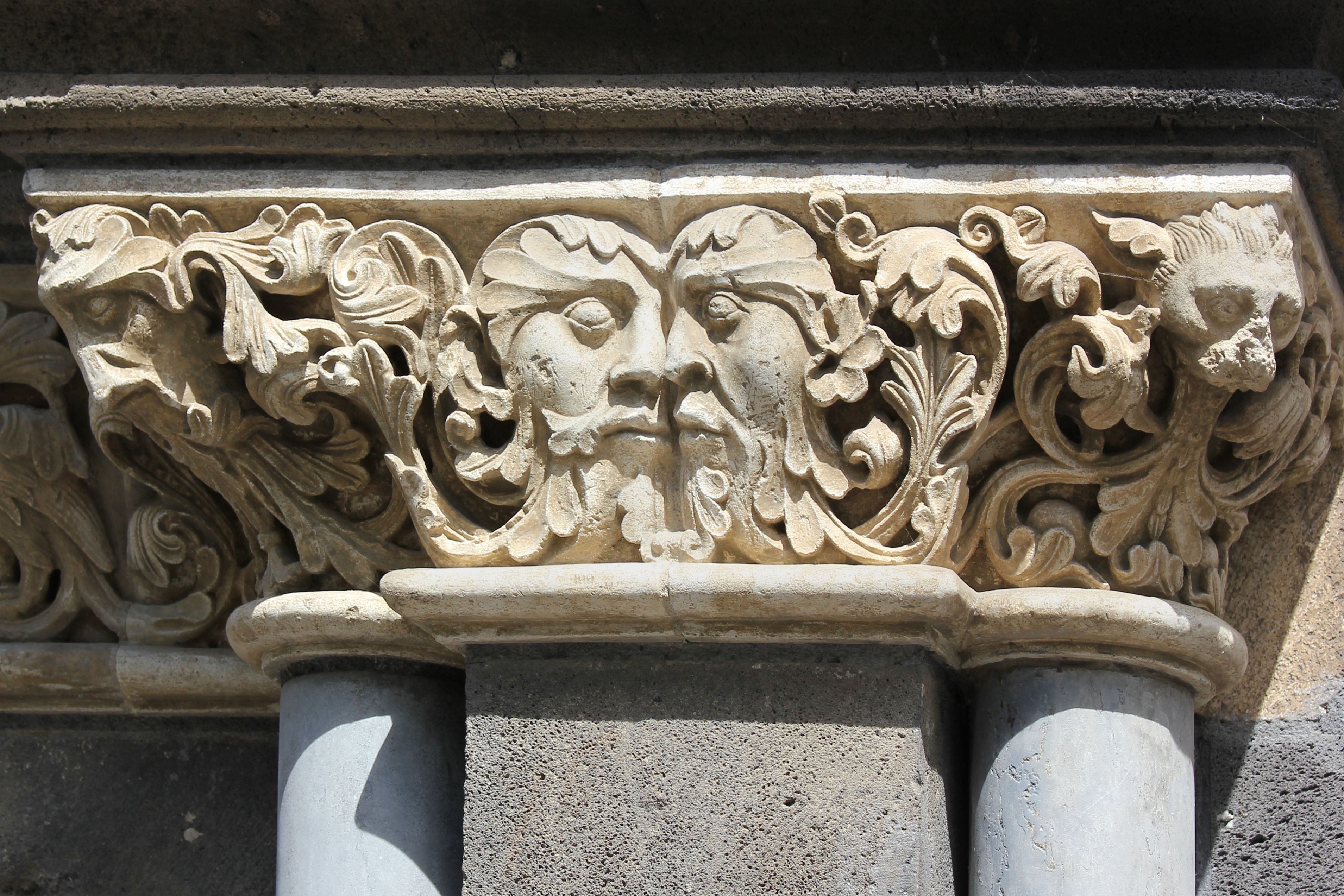
… und „Grüne Männer“

Der Laacher Samsonmeister ist ein Notname für einen anonymen spätromanischen Steinmetzen, der zwischen 1190 und 1220 in nieder- und mittelrheinischem Gebiet tätig war. Das heute so genannte „Samson-Fragment“ in der Abtei Maria Laach hat 1929 den Anstoß zur Erforschung des Bildhauers gegeben und zur Namengebung des Meisters und seiner Werkstatt durch Walter Bader geführt.
Der Samsonmeister ist an allen maßgebenden niederrheinischen Kirchenbauten des ausgehenden 12. und beginnenden 13. Jahrhunderts beteiligt gewesen, was für eine besondere künstlerische Begabung spricht. Er hat ganz verschiedene Anregungen zu eigenständigen, besonders ausdrucksstarken Werken verarbeitet und tritt als führende Persönlichkeit in der spätromanischen Bauplastik des Rheinlandes hervor.

## Werkgeschichte

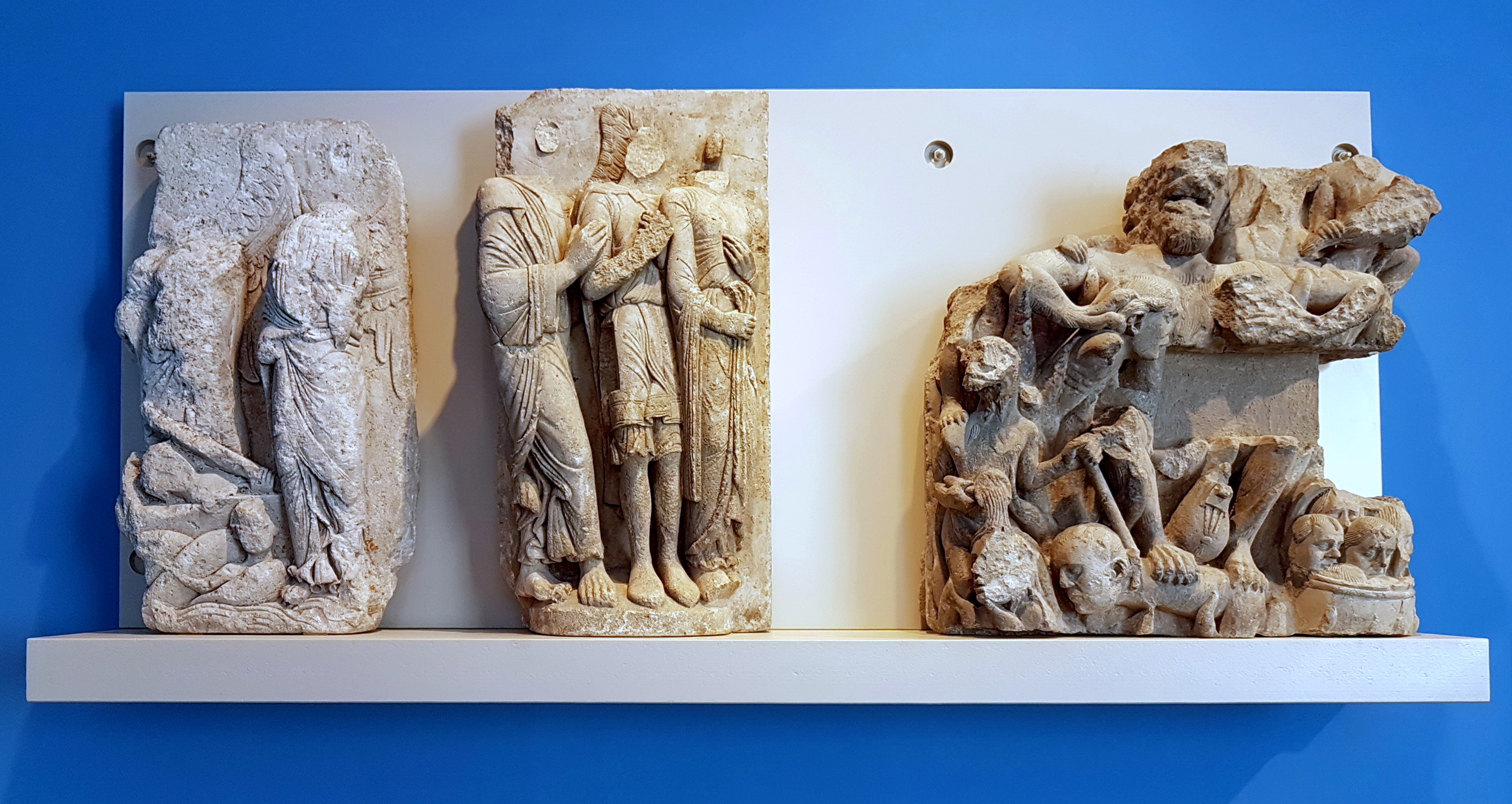
Relieffragmente vom früheren Lettner der Liebfrauenkirche in Andernach, heute im Rheinischen Landesmuseum Bonn

Über den Bereich der Bauornamentik hinaus ist der Samsonmeister vor allem als Schöpfer großfiguriger Bauplastik wirksam gewesen. Durch die Untersuchung von Brigitte Kaelble im Jahr 1981, die sich besonders auf die Analyse der Arbeitsweise und Stilformen sowie auf neue Funde stützt, konnten die in der bisherigen Forschung schwankenden Zuschreibungen und Datierungen einzelner Werkgruppen neu bewertet und auf eine gesicherte Grundlage gestellt werden.
Die chronologische Reihenfolge der heute zuschreibbaren Werke sieht folgendermaßen aus:
- sitzende weibliche Stifterfigur aus dem Tympanon des südlichen Nebenchorportals der ehemaligen Benediktinerklosterkirche Brauweiler
- drei Relieffragmente von einem Jüngsten Gericht vom früheren Lettner der Liebfrauenkirche in Andernach (heute im Rheinischen Landesmuseum Bonn)
- das Samson-Fragment, vermutlich der Rest eines Lesepultträgers vom ehemaligen Lettner der Benediktinerabtei Maria Laach
- zwei Tierfragmente – eines Adlers und eines Stiers – von den ehemaligen Chorgestühlswangen der Klosterkirche in Maria Laach (heute ebenfalls im Rheinischen Landesmuseum Bonn)
- Fries und Kapitelle an der Vorhalle – dem sogenannten Paradies – der Abteikirche Maria Laach[1]
- zwei Chorstuhlwangen im Bonner Münster
- ein Blattkapitell der St.-Andreas-Kirche in Köln
- zwei figurativen Kapitelle im Rheinischen Landesmuseum Bonn, das eine möglich von der Abtei Brauweiler, das andere möglich von St. Gereon oder St. Pantaleon in Köln
- Portalrudimente auf der Schwanenburg in Kleve.

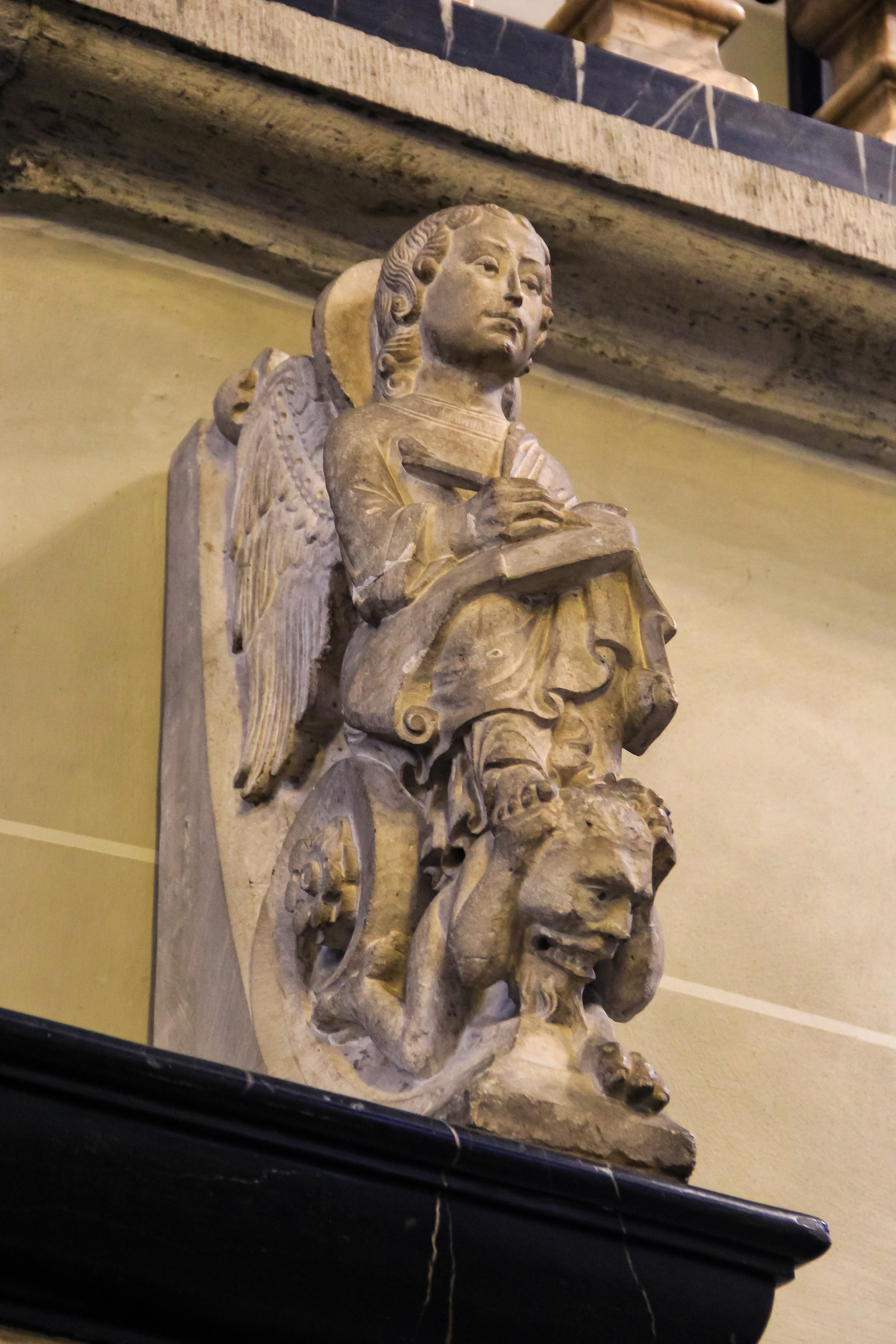
Chorstuhlwange in Bonn
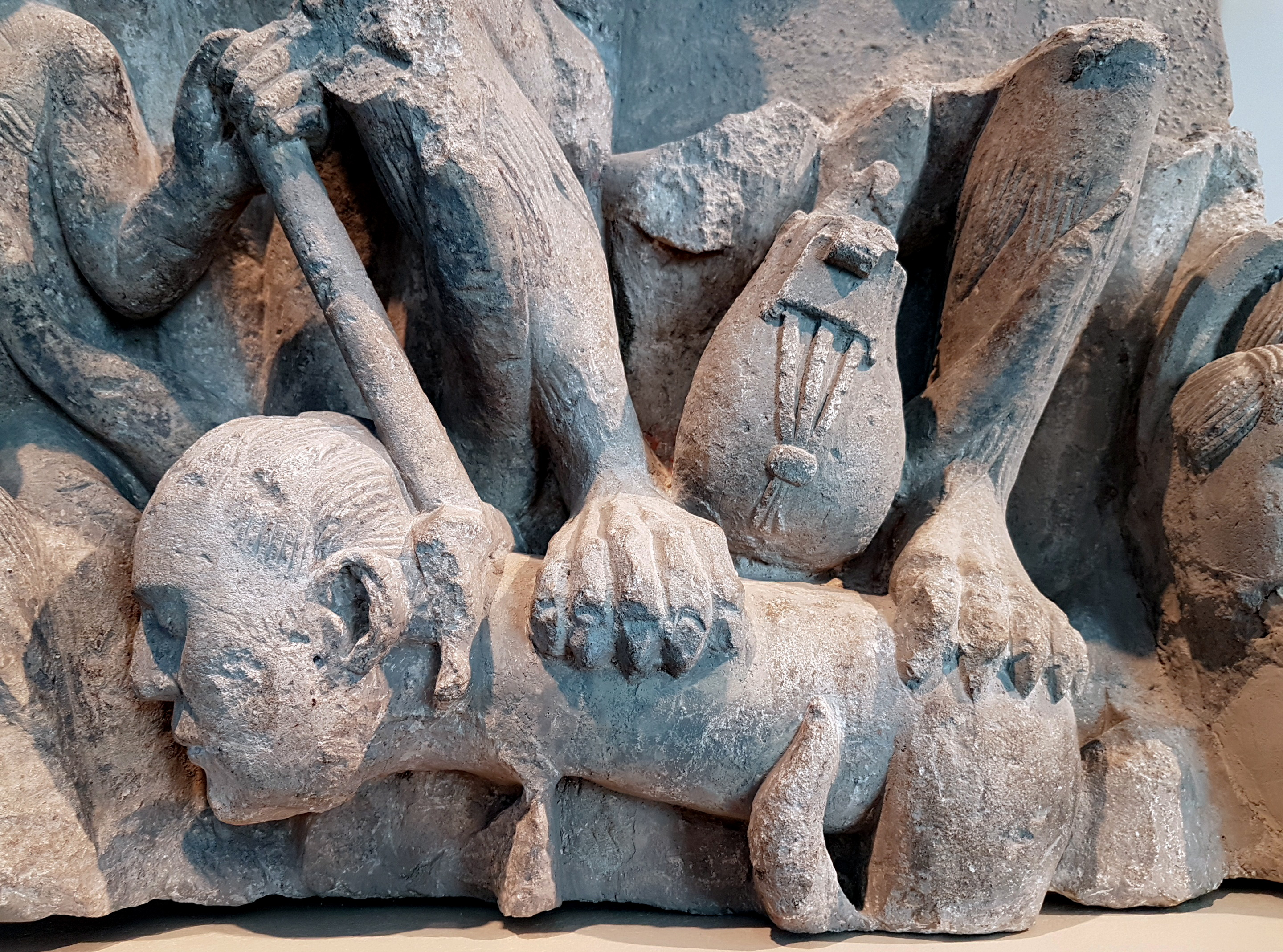
Lettnerdetail in Bonn
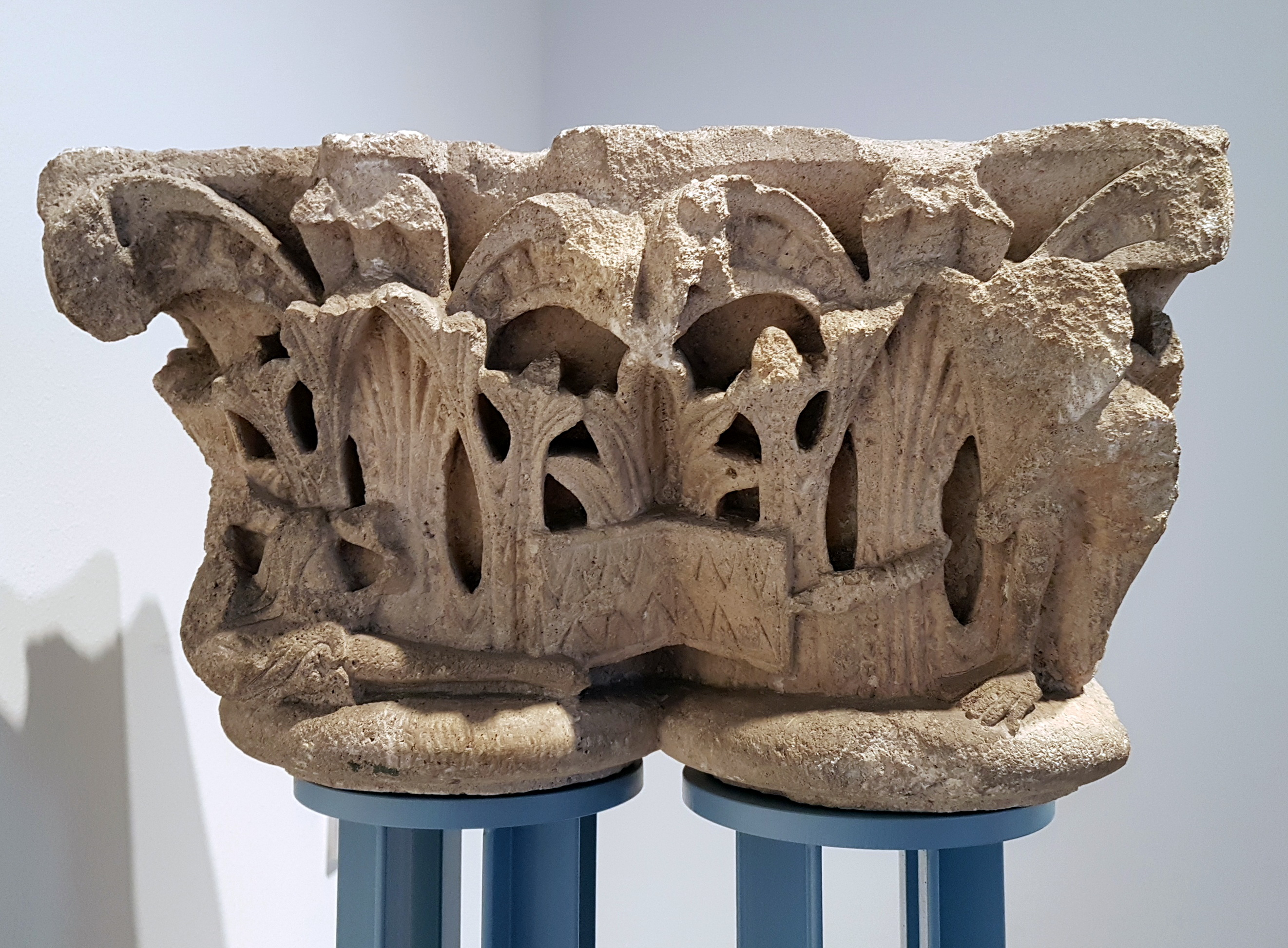
Doppelkapitell in Bonn
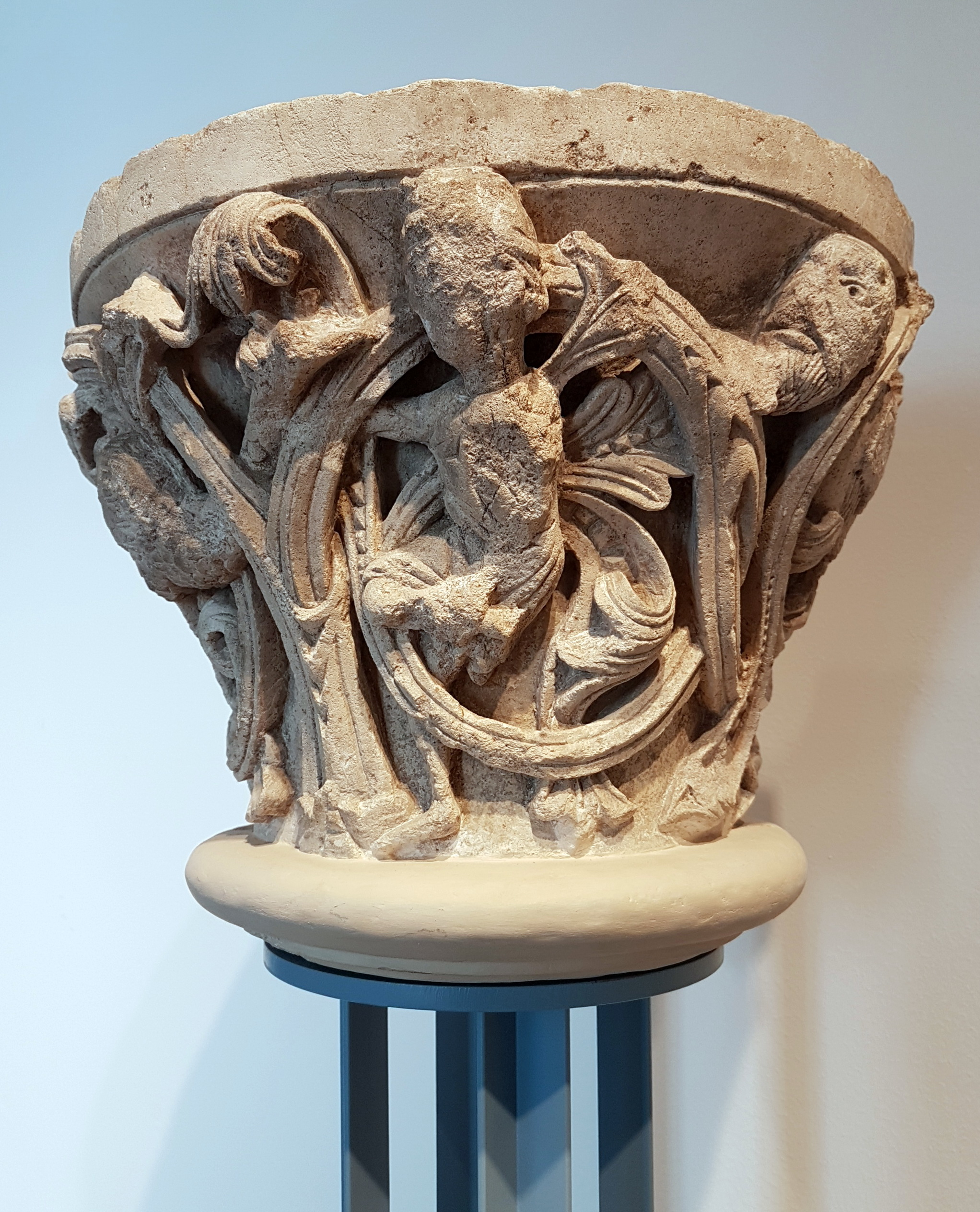
Kelchkapitell in Bonn

Stilprägend waren die künstlerische Tradition des Rhein-Maas-Gebietes und das überragende Vorbild des Nikolaus von Verdun. Daneben waren Anregungen aus den damals vorherrschenden künstlerischen Kerngebieten entscheidend: der nordfranzösisch-frühgotische und der byzantinische Raum (St.-Denis, Laon, Braine, Chartres, Paris). Die byzantinischen Quellen des Samsonmeisters lassen sich im überlieferten Proportionskanon im Malerbuch vom Berge Athos finden.
Auch aus der Buchmalerei übernahm der Samsonmeister motivische und ikonographische Anregungen (z. B. Douai, Bibliothèque Municipale, Ms. 19).
Im Gegensatz zu anderen Bildhauern kann man aber nicht behaupten, dass sich der Laacher Samson von der „statue colonne“ der französischen Portale ableiten lässt. Es bestehen deutliche Unterschiede hinsichtlich der Anlage des Körpers und in der Gewandbehandlung im Verhältnis zum Körper. Der Stoff liegt dem Körper als feste Schicht auf „und scheint stellenweise ununterscheidbar in ihn überzugehen …“. „Dieses Verfahren hat auch zur Folge, dass die Skulpturen des Samsonmeisters insgesamt schwerer wirken als die in ihren fließenden Gewändern leicht bewegten französischen Skulpturen“ (B. Kaelble).
Es sind keine Lebensdaten des Samsonmeisters überliefert. Berücksichtigt man aber die Stilkriterien und die Daten zur jeweiligen Baugeschichte in Andernach, Brauweiler, Köln und Maria Laach, dann ist davon auszugehen, dass der Samsonmeister um 1200 bzw. 1208–1210 in Köln gearbeitet hat. Zwischen 1200 und 1210 könnte er sich dann in Maria Laach aufgehalten haben. In diesen Zeitraum gehören auch wohl die Tierfragmente im Rheinischen Landesmuseum Bonn.